# Silvia Salis
Silvia Salis (ur. 17 września 1985 w Genui) – włoska lekkoatletka specjalizująca się w rzucie młotem.
W 2008 roku startowała w igrzyskach olimpijskich zajmując odległe miejsce w eliminacjach. Uczestniczka mistrzostw świata oraz mistrzostw Europy. Złota medalistka igrzysk śródziemnomorskich (2009). Mistrzyni Włoch i reprezentantka kraju m.in. w pucharze Europy. Rekord życiowy: 71,93 (18 maja 2011, Savona).

## Osiągnięcia
| Rok  | Impreza                                 | Miejsce   | Pozycja           | Wynik |
| ---- | --------------------------------------- | --------- | ----------------- | ----- |
| 2001 | Mistrzostwa świata juniorów młodszych   | Debreczyn | el. – 22. miejsce | 45,28 |
| 2003 | Mistrzostwa Europy juniorów             | Tampere   | 10. miejsce       | 56,14 |
| 2004 | Mistrzostwa świata juniorów             | Grosseto  | 12. miejsce       | 53,76 |
| 2005 | Młodzieżowe mistrzostwa Europy          | Erfurt    | el. – 13. miejsce | 59,59 |
| 2006 | Mistrzostwa Europy                      | Göteborg  | el. – 18. miejsce | 61,69 |
| 2007 | Młodzieżowe mistrzostwa Europy          | Debreczyn | 4. miejsce        | 64,92 |
| 2007 | Uniwersjada                             | Bangkok   | 9. miejsce        | 62,18 |
| 2008 | Superliga pucharu Europy                | Annecy    | 5. miejsce        | 70,05 |
| 2008 | Igrzyska olimpijskie                    | Pekin     | el. – 42. miejsce | 62,28 |
| 2009 | Zimowy puchar Europy w rzutach          | Teneryfa  | 3. miejsce        | 71,77 |
| 2009 | Memoriał Primo Nebiolo                  | Turyn     | 6. miejsce        | 67,95 |
| 2009 | Memoriał Janusza Kusocińskiego          | Warszawa  | 7. miejsce        | 64,54 |
| 2009 | Igrzyska śródziemnomorskie              | Pescara   | 1. miejsce        | 70,39 |
| 2009 | Uniwersjada                             | Belgrad   | 5. miejsce        | 68,74 |
| 2009 | Mistrzostwa świata                      | Berlin    | el. – 18. miejsce | 68,55 |
| 2010 | Zimowy puchar Europy w rzutach          | Arles     | 2. miejsce        | 69,43 |
| 2010 | Mistrzostwa Europy                      | Barcelona | 7. miejsce        | 68,85 |
| 2011 | Mistrzostwa świata                      | Daegu     | 9. miejsce        | 69,88 |
| 2012 | Zimowy puchar Europy w rzutach          | Bar       | 9. miejsce        | 65,66 |
| 2013 | Superliga drużynowych mistrzostw Europy | Gateshead | 7. miejsce        | 64,76 |
| 2013 | Igrzyska śródziemnomorskie              | Mersin    | 3. miejsce        | 62,52 |
| 2015 | Zimowy puchar Europy w rzutach          | Leiria    | 7. miejsce        | 68,85 |
| 2015 | Mistrzostwa świata                      | Pekin     | el. – 24. miejsce | 66,80 |